# Newton (ORF)
Newton – Neues aus der Welt der Wissenschaft (kurz Newton) ist eine wöchentliche Wissenschaftssendung des ORF und läuft seit 2006 am Samstag um 18:25 Uhr auf ORF eins. Wiederholt wird die Sendung montags um 12:30 Uhr auf ORF 2 und mittwochs um 12:00 Uhr auf 3sat. Sie ist der Nachfolger der Sendung Modern Times.
In monothematischen Filmbeiträgen oder Kurzdokumentationen sollen Neuigkeiten, Grundlagen und Hintergründe aus der Welt der Wissenschaft verständlich gemacht werden, unterstützt von Computeranimationen, Grafiken und Experten-Interviews. Die Themenpalette reicht von wissenschaftlichen Experimenten wie dem Teilchenbeschleuniger am CERN über Klimaforschung bis hin zu Produktforschung oder Partnerwahl. Bis Juni 2010 wurde die Sendung von Carolina Inama moderiert, ab 4. September 2010 von Markus Mooslechner. Seit September 2012 moderiert sie Matthias Euba. Die Sendungsleitung hat Gerhard Jelinek.